# 都留勝利
都留 勝利（つる かつとし、1904年12月3日 - 1976年2月15日）は、日本の経営者。大分県宇佐市出身。

## 経歴
1930年に京都帝国大学法学部を卒業し、同年に東京ガスに入社。関東タール製品社長、東京コークス社長を経て、1954年2月に取締役に就任し、1967年11月に副社長を経て、1972年8月に社長に就任。日本経営者団体連盟常任理事も務めた。
1962年10月に藍綬褒章を受章。
1976年2月15日脳血栓のために死去。71歳没。墓所は多磨霊園。